# 謝克·迪亞洛
謝克·蒂安尼·迪亞洛（1996年9月13日—）為馬利男子籃球運動員，場上主打大前锋與中鋒位置，現效力於台灣職業籃球大聯盟桃園台啤永豐雲豹。

## 職業生涯
2016年6月23日，迪亞洛在2016年NBA选秀以第二輪第33順位被洛杉矶快船選中，後續新奥尔良鹈鹕於選秀日當天以第39與40順位選秀權交易至洛杉矶快船，換取迪亞洛議約權。7月22日，新奥尔良鹈鹕簽下迪亞洛。
2019年7月23日，菲尼克斯太阳以兩年合約簽下迪亞洛。
2021年2月2日，迪亞洛加盟VTB聯賽薩拉托夫公路。11月8日，迪亞洛加盟摩托城巡行。
2022年7月28日，迪亞洛加盟B1聯賽京都創榮。
2023年9月27日，迈阿密热火簽下迪亞洛。10月21日，迈阿密热火裁掉迪亞洛。10月30日，迪亞洛加盟蘇瀑天空力量。11月18日，迪亞洛離開蘇瀑天空力量。11月30日，迪亞洛回歸B1聯賽京都創榮。
2024年10月30日，迪亞洛以PBA專員盃洋將身分加盟菲律賓籃球協會匯眾光纖。
2025年8月12日，迪亞洛加盟台灣職業籃球大聯盟桃園台啤永豐雲豹。

## 外部連結
- 謝克·迪亞洛在fiba.basketball（英语）
- 謝克·迪亞洛在NBA官網（英语）
- 謝克·迪亞洛在NBA G聯盟官網（英语）
- 謝克·迪亞洛在西班牙篮球甲级联赛官網（球員）（西班牙语）
- 謝克·迪亞洛在俄羅斯籃球協會官網（俄语）
- 謝克·迪亞洛在B.LEAGUE官網（日语）
- 謝克·迪亞洛在Basketball-Reference.com（NBA）（英语）
- 謝克·迪亞洛在Basketball-Reference.com（NBA G聯盟）（英语）
- 謝克·迪亞洛在Basketball-Reference.com（國際）（英语）
- 謝克·迪亞洛在Sports-Reference.com（NCAA）（英语）
- 謝克·迪亞洛在ESPN（NBA）（英语）
- 謝克·迪亞洛在Eurobasket.com（球員）（英语）
- 謝克·迪亞洛在Proballers（英语）
- 謝克·迪亞洛在RealGM（球員）（英语）